# Guodelisjaure
Guodelisjaure är en sjö i Arjeplogs kommun i Lappland och ingår i Piteälvens huvudavrinningsområde. Sjön har en area på 2,94 kvadratkilometer och ligger 498 meter över havet. Guodelisjaure ligger i Piteälven Natura 2000-område.

## Delavrinningsområde
Guodelisjaure ingår i det delavrinningsområde (736830-159356) som SMHI kallar för Utloppet av Guodelisjaure. Medelhöjden är 541 meter över havet och ytan är 24,25 kvadratkilometer. Det finns inga avrinningsområden uppströms utan avrinningsområdet är högsta punkten. Vattendraget som avvattnar avrinningsområdet har biflödesordning 2, vilket innebär att vattnet flödar genom totalt 2 vattendrag innan det når havet efter 248 kilometer. Avrinningsområdet består mestadels av skog (81 procent). Avrinningsområdet har 3,22 kvadratkilometer vattenytor vilket ger det en sjöprocent på 13,3 procent.